# Форт Кавазос
Форт Кавазос (англ. Fort Cavazos) — одна з головних військових баз армії США, розташована у населеному місці Кіллін, Техас. Загальна чисельність бази — 53 416 осіб (станом на 2010).
Також переписна місцевість (CDP) в окрузі Белл штату Техас. Населення — 29 589 осіб (2010).
Форт носив ім'я генерала конфедеративної армії Джона Белла Гуда, а з 9 травня 2023 року офіційно перейменований на честь генерала армії США Річарда Кавазоса.

## Географія
Форт Кавазос розташований за координатами 31°8′5″ пн. ш. 97°46′48″ зх. д. / 31.13472° пн. ш. 97.78000° зх. д. (31.134599, -97.780019). За даними Бюро перепису населення США в 2010 році переписна місцевість мала площу 40,25 км², з яких 40,16 км² — суходіл та 0,08 км² — водойми.

## Демографія

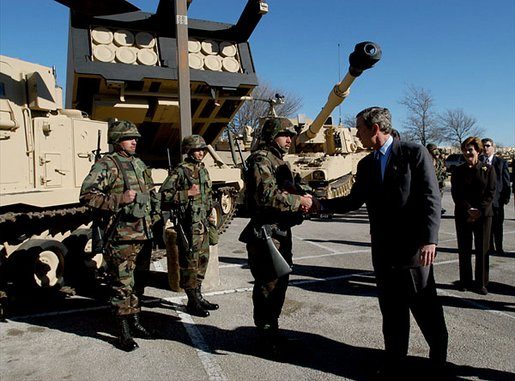
Зустріч президента США Дж. Буша з солдатами 1-ї кавалерійської дивізії. 3 січня 2003

Згідно з переписом 2010 року, у переписній місцевості мешкало 29 589 осіб у 6282 домогосподарствах у складі 6004 родин. Густота населення становила 735 осіб/км². Було 6635 помешкань (165/км²).
Расовий склад населення:
| - 64,0 % — білих - 17,8 % — чорних або афроамериканців - 2,2 % — азіатів - 1,8 % — вихідців з тихоокеанських островів - 1,3 % — корінних американців - 6,4 % — осіб інших рас |

До двох чи більше рас належало 6,5 %. Частка іспаномовних становила 20,0 % від усіх жителів.
За віковим діапазоном населення розподілялося таким чином: 36,5 % — особи молодші 18 років, 63,4 % — особи у віці 18—64 років, 0,1 % — особи у віці 65 років та старші. Медіана віку мешканця становила 21,9 року. На 100 осіб жіночої статі у переписній місцевості припадало 137,2 чоловіків; на 100 жінок у віці від 18 років та старших — 164,9 чоловіків також старших 18 років.
Середній дохід на одне домашнє господарство становив 45 677 доларів США (медіана — 40 660), а середній дохід на одну сім'ю — 46 283 долари (медіана — 41 463). Медіана доходів становила 26 053 долари для чоловіків та 27 529 доларів для жінок. За межею бідності перебувало 14,1 % осіб, у тому числі 17,0 % дітей у віці до 18 років та 0,0 % осіб у віці 65 років та старших.
Цивільне працевлаштоване населення становило 3606 осіб. Основні галузі зайнятості: публічна адміністрація — 39,3 %, освіта, охорона здоров'я та соціальна допомога — 15,7 %, мистецтво, розваги та відпочинок — 11,1 %, роздрібна торгівля — 10,0 %.